# Municipio de Tanum
El municipio de Tanum (en sueco: Tanums kommun) es un municipio de Västra Götaland, al oeste de Suecia. El centro administrativo está localizado en la localidad de Tanumshede.
La actual municipalidad se formó en 1971 con la adhesión de tres antiguas comunas. Antes de que se reformara la subdivisión en 1952, había siete entidades en la zona.

## Localidades
- Grebbestad
- Fjällbacka
- Hamburgsund
- Kämpersvik
- Rabbalshede
- Tanumshede

## Puntos de interés
Los yacimientos rupestres han sido declarados por la UNESCO como Patrimonio de la Humanidad. El área se encuentra en los alrededores de Tanumshede y cubre un área de 18 km².
En Grebbestad se encuentra el cementerio prehistórico de Bohuslän considerado uno de los más grandes del país.